# ماري بولنجي
مَارِي بُولُنْجِي (بالفرنسية: Lili Boulanger )‏ (و. 1893 – 1918 م) هي ملحنة، من فرنسا، ولدت في باريس، توفيت عن عمر يناهز 25 عاماً، بسبب سل.

## التعليم
تعلمت في معهد باريس للموسيقى.

## جوائز
حصلت على جوائز منها:
- جائزة روما.

## وصلات خارجية
- ماري بولنجي على موقع IMDb (الإنجليزية)
- ماري بولنجي على موقع ألو سيني (الفرنسية)
- ماري بولنجي على موقع ميوزك برينز (الإنجليزية)
- ماري بولنجي على موقع أول موفي (الإنجليزية)
- ماري بولنجي على موقع أول ميوزيك (الإنجليزية)
- ماري بولنجي على موقع ديسكوغز (الإنجليزية)